# 乙巳の変

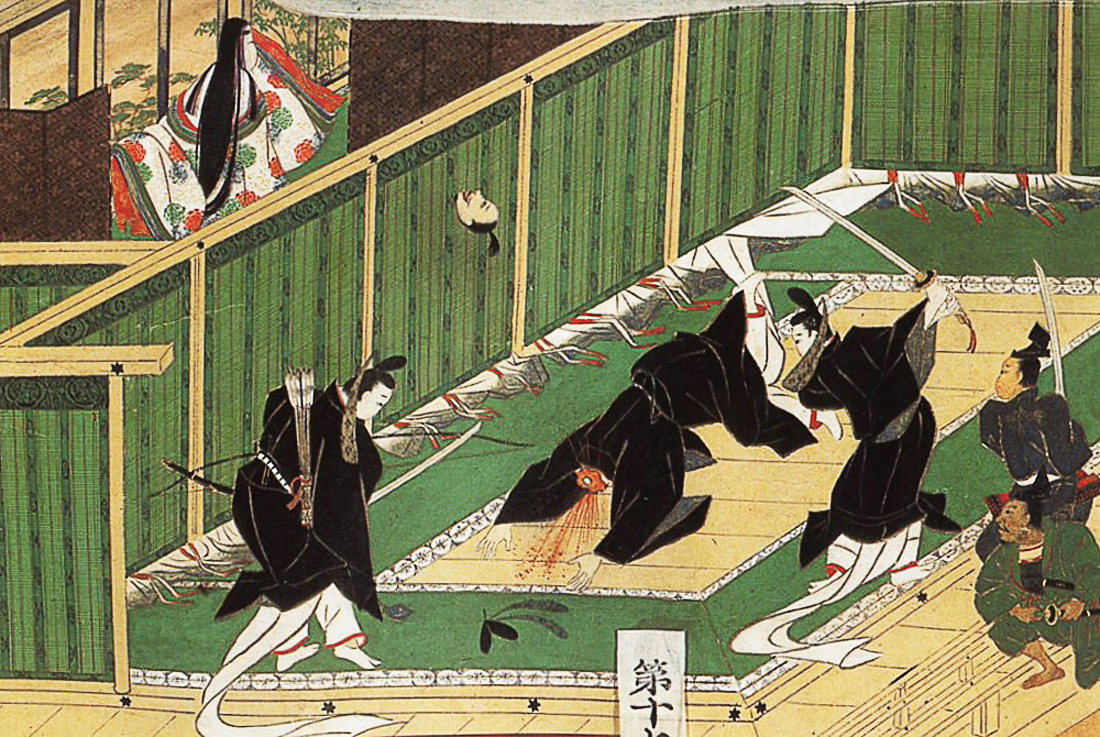
乙巳の変
江戸時代、住吉如慶・具慶の合作によって描かれたもの。左上は皇極天皇。 談山神社所蔵『多武峰縁起絵巻』（奈良県桜井市）

乙巳の変（いっしのへん）は、飛鳥時代645年（乙巳の年）に中大兄皇子・中臣鎌足らが蘇我入鹿を宮中にて暗殺して蘇我氏（蘇我宗家）を滅ぼした政変。その後、中大兄皇子は体制を刷新し大化の改新と呼ばれる改革を断行した。蘇我入鹿が殺された事件を「大化の改新」と言うことがあるが、厳密には乙巳の変に始まる一連の政治制度改革を大化の改新と言い、乙巳の変は大化の改新の第一段階を言う。

## 日本書紀の潤色について
20世紀中後期頃までは、『日本書紀』の信憑性が評価され乙巳の変に始まる大化の改新が日本の律令制導入の画期だったと理解されていた。だが、1967年12月、藤原京の北面外濠から「己亥年十月上捄国阿波評松里□（己亥年は西暦699年）」と書かれた木簡が掘り出され郡評論争に決着が付けられたとともに、『日本書紀』のこの部分は編纂に際し書き替えられていることが明確となった。

## 乙巳の変の経過

### 蘇我氏全盛の時代
推古天皇30年2月22日（622年4月8日）（同30年2月5日説もある）摂政・厩戸皇子（聖徳太子）が薨去した。聖徳太子の死により大豪族である蘇我氏を抑える者がいなくなり、蘇我氏の専横は甚だしいものになり、その権勢は皇室を凌ぐほどになった。天平宝字4年（760年）に成立した『藤氏家伝』大織冠伝には、蘇我入鹿の政を「董卓の暴慢既に國に行なはる」と批判する記述があり、董卓に比肩する暴政としている。
推古天皇34年5月20日（626年6月19日）、蘇我馬子が死に、子の蝦夷がかわって大臣となった。推古天皇36年3月7日（628年4月15日）、推古天皇が後嗣を指名することなく崩御した。
有力な皇位継承権者には田村皇子と山背大兄王（聖徳太子の子）がいた。血統的には山背大兄王の方が蘇我氏に近いが（聖徳太子は蘇我氏の血縁であり、山背大兄王の母は蝦夷の姉である）、山背大兄王は用明天皇の2世王に過ぎず、既に天皇位から離れて久しい王統であり、加えて、このような皇族が、斑鳩と言う交通の要衝に多数盤踞して、独自の政治力と巨大な経済力を擁していることを嫌った故・推古や蝦夷などの支配者層は田村皇子を次期皇位に推した。蝦夷は山背大兄王を推す叔父の境部摩理勢を滅ぼして、田村皇子を即位させた。これが舒明天皇である。
蘇我氏の勢いはますます盛んになり、豪族達は朝廷に出仕せず、専ら蘇我家に出仕する有り様となった。大派皇子（敏達天皇の皇子）は、群卿が朝廷に出仕することを怠っているので、今後は鐘を合図に出仕させることにしようと建議したが、蝦夷はこれを拒んだ。
舒明天皇13年10月9日（641年11月17日）、舒明天皇は崩御し、皇后であった宝皇女が即位した（皇極天皇）。蘇我氏の勢力は更に甚だしくなった。
皇極天皇元年（642年）7月、日照りが続いたため、蝦夷は百済大寺に菩薩像と四天王像をまつり衆僧に読経させ焼香して雨を祈ったところ、翌日、僅かに降ったが、その翌日には降らなかった。8月、皇極天皇が南淵の川辺で四方を拝して雨を祈ったところ、たちまち雷雨となり、5日間続いた。人々は「至徳天皇」と呼んだ。これは蘇我氏と皇室が古代君主の資格である祈祷力比べを行い、皇室が勝っていたと後に書かれた史書の『日本書紀』が主張していることを意味する。
同年には、蝦夷は父祖の地である葛城の高宮に祖廟を造り、『論語』八佾篇によれば、臣下が行ってはならないとされる八佾の舞を舞わせたという。これは蘇我氏の「専横」の一例とされるが、近年の研究では、八佾の舞とは『論語』の中の存在であり、『日本書紀』でこの語が用いられているのは単なる修飾であるとされ、以上の出来事は単に蝦夷が父祖の地で祖先を祀る祭祀を行ったことを示す記事に過ぎないと指摘されている。
また、上の記事に続き、蝦夷と入鹿が自分達の寿墓（橿原市菖蒲町で発見された五条野宮ヶ原1・2号墳か）を造営し、「陵」と呼ばせ、国中の民、部曲、さらに上宮王家の壬生部を造営に使役したことが記され、蘇我氏の「専横」の一例とされるが、近年の研究によれば、この記事も『礼記』や『晋書』などの漢籍が多く引用されていることなどから、実態はかなり異なるもの（臣下としての立場を超えないもの）であったと考えられている。
皇極天皇2年10月6日（643年11月22日）、蝦夷は病気を理由に、非公式に「紫冠」を入鹿に授け、大臣（オホマヘツキミ）とし、次男を物部大臣となした（彼らの祖母が物部守屋の妹であるという理由による）とされ、蘇我氏の「専横」の一例とされるが、近年の研究によれば、蘇我氏内部の氏上の継承はあくまで氏族内部の問題であり、冠位十二階から独立した存在である「紫冠」は、蘇我氏内部で継承したとしても何ら問題はなかったとされる。
皇極3年（644年）には、蝦夷と入鹿が甘樫丘に邸宅を並べ立て、これを「上の宮門」、「谷の宮門」と称し、入鹿の子供を「王子」と呼ばせ、蝦夷の畝傍山の東の家（橿原市大久保町の橿原遺跡か）も含め、これらを武装化したとされ、蘇我氏の「専横」の一例とされるが、近年の研究によれば、「宮門」や「王子」という呼称は『日本書紀』の文飾であり、専横を示す記事と考える必要はないとされる。緊迫の度を増している東アジア国際情勢を考えれば、国政を司る蝦夷や入鹿が、飛鳥の西方の防御線である甘樫丘や、飛鳥への入り口である畝傍山東山麓の防備を固めるということは、施政者として当然の措置であり、これらのことは蘇我氏主導による国防強化という政策であったことが考えられる。なお、「上の宮門」、「谷の宮門」のどちらかとされる甘樫丘東麓遺跡からは、飛鳥板蓋宮を見下ろすことはできない。

### 上宮王家の滅亡
皇極天皇2年11月1日（643年12月16日）、蘇我氏の血をひく古人大兄皇子を皇極天皇の次期天皇に擁立しようと望んだ入鹿は、巨勢徳多、土師娑婆連の軍勢をさしむけ、山背大兄王の住む斑鳩宮を攻めさせた。これに対し山背大兄王は、舎人数十人をもって必死に防戦して土師娑婆連を戦死させるが、持ちこたえられず生駒山へ逃れた。そこで側近の三輪文屋君からは東国へ逃れて再挙することを勧められるが、山背大兄王は民に苦しみを与えることになると採り上げなかった。山背大兄王は斑鳩寺に戻り、王子と共に自殺。このことによって聖徳太子の血を引く上宮王家は滅亡した。入鹿が山背大兄王一族を滅ぼしたことを知った蝦夷は、「自分の身を危うくするぞ」と嘆いている。
当時の皇位継承は単純な世襲制度ではなく、皇族から天皇に相応しい人物が選ばれていた。その基準は人格のほか年齢、代々の天皇や諸侯との血縁関係であった。これは天皇家の権力が絶対ではなく、あくまでも諸豪族を束ねる長（おさ）という立場であったためである。また、推古天皇の後継者争いには敏達天皇系（田村皇子）と用明天皇系（山背大兄王）の対立があったとも言われている。
また、入鹿に従い、山背大兄王討伐軍の将軍となった巨勢徳太は、大化の改新後の政府で左大臣に任命されているほどの有力なマヘツキミであった。『日本書紀』で入鹿の独断が強調されているのは、「偉大な聖徳太子の後継者を独力で滅ぼした邪悪な入鹿」という人物像を作り上げるためであったと考えられる。
さらに、『藤氏家伝』によれば、山背大兄王の襲撃には、軽王（のちの孝徳天皇）など、多数の皇族が加わっており、山背大兄王を疎んじていた蘇我入鹿と、皇位継承における優位を画策する諸皇族の思惑が一致したからこそ発生した事件ともいわれている。

### 蘇我入鹿暗殺

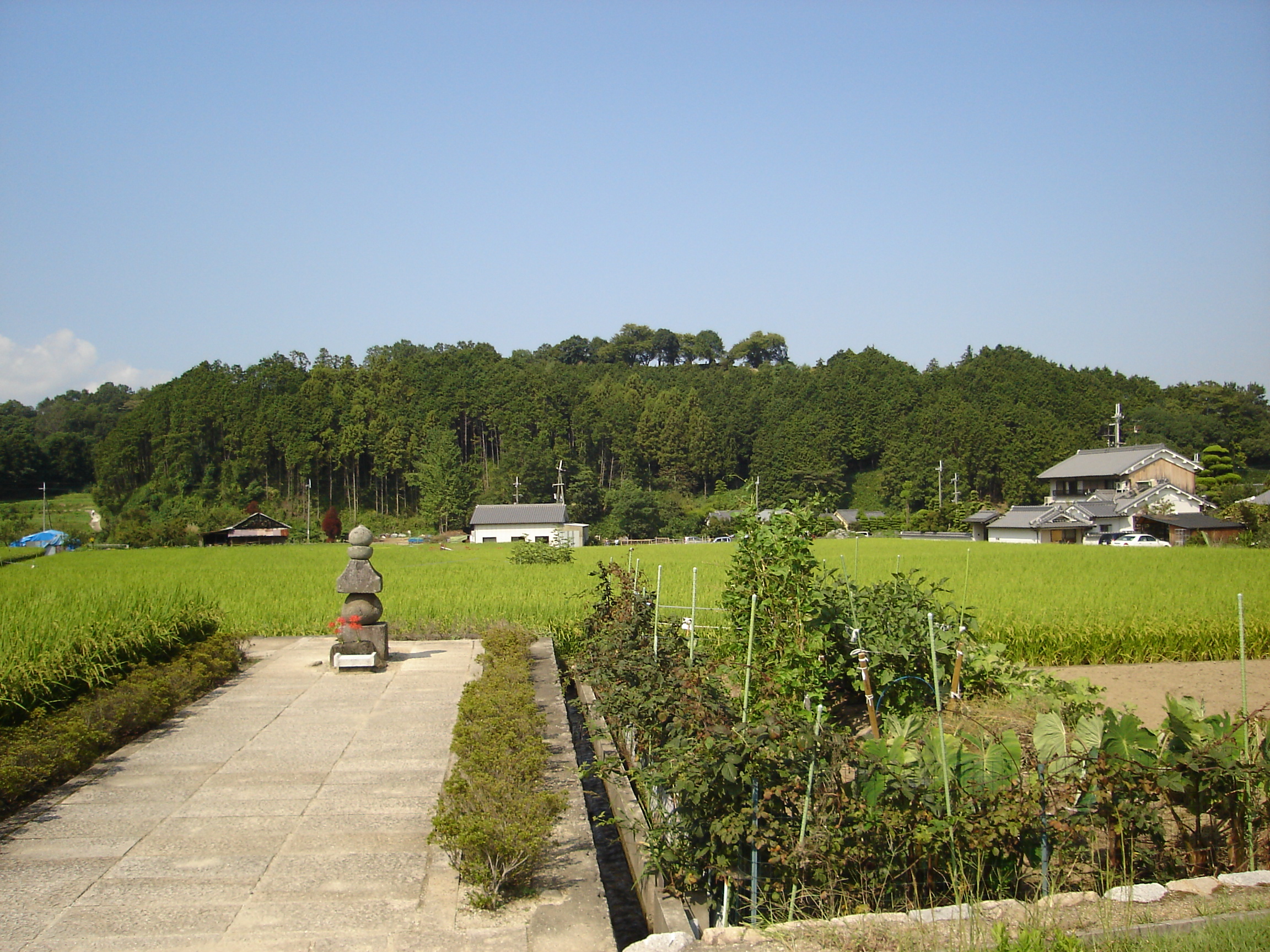
蘇我入鹿首塚と甘樫丘（2005年9月撮影）

神祇を職とする一族の中臣鎌足は、蘇我氏の専横を憎み蘇我氏打倒の計画を密に進めた。鎌足はまず、軽皇子に接近するが、その器量に飽き足らず、政変の中心にたりえる人物を探した。
法興寺の打毬で、中大兄皇子の皮鞋が脱げたのを鎌足が拾って中大兄皇子へ捧げた。これが縁となって2人は親しむようになった。中大兄皇子と鎌足は南淵請安の私塾で周孔の教えを学び、その往復の途上に蘇我氏打倒の密談を行ったとされる。鎌足は更に蘇我一族の長老・蘇我倉山田石川麻呂を同志に引き入れ、その娘を中大兄皇子の妃とした。乙巳の変には、大臣（オホマヘツキミ）・蝦夷の後継者が入鹿になったことに対する、蘇我氏同族の氏上争いといった側面も見られ、むしろ中臣鎌足が氏上と大臣の座を餌に、蘇我倉氏の石川麻呂と阿倍内麻呂を誘い込んだと見られる。また、中大兄皇子の狙いは、蝦夷と入鹿（蘇我氏本宗家）を倒すことを目的としていただけでなく、それまでの皇位継承の流れから考えると、同時に蘇我系王統嫡流の古人大兄皇子にもあったと考えられる。
皇極天皇4年（645年）、三韓（新羅、百済、高句麗）から進貢（三国の調）の使者が来日した。三国の調の儀式は朝廷で行われ、大臣の入鹿も必ず出席する。中大兄皇子と鎌足はこれを好機として暗殺の実行を決める（『藤氏家伝』大織冠伝には、三韓の使者の来日は入鹿をおびき寄せる偽りであったとされている）。
6月12日（7月10日）、三国の調の儀式が行われ、皇極天皇が大極殿に出御し、古人大兄皇子が側に侍し、入鹿も入朝した。入鹿は猜疑心が強く日夜剣を手放さなかったが、俳優（道化）に言い含めて、剣を外させていた。中大兄皇子は衛門府に命じて宮門を閉じさせた。石川麻呂が上表文を読んだ。中大兄皇子は長槍を持って殿側に隠れ、鎌足は弓矢を取って潜んだ。海犬養勝麻呂に二振りの剣を運ばせ佐伯子麻呂と葛城稚犬養網田に与えた。佐伯氏は大伴氏の同族で、軍事で王権に仕えた氏族である。稚犬養氏は犬の飼養で王権に仕え、後に内蔵の管理にも当たった氏族であるが、「葛城」を冠しているところから、葛城地方に居住していた集団であり、本来は蘇我氏の影響下にある集団から、反本宗家の動きが出てきたと考えられる。いずれの氏族も、後の宮城十二門の守衛にあたる門号氏族であり、乙巳の変の際に「倶に十二の通門をさしかためて、往来はしめ」なかったのも、これらの氏族の協力があったと考えられる。
入鹿を斬る役目を任された2人は恐怖のあまりに、飯に水をかけて飲み込むが、たちまち吐き出すありさまだった。鎌足は2人を叱咤したが、石川麻呂が表文を読み進めても子麻呂らは現れない。恐怖のあまり全身汗にまみれ、声が乱れ、手が震えた。不審に思った入鹿が「なぜ震えるのか」と問うと、石川麻呂は「天皇のお近くが畏れ多く、汗が出るのです」と答えた。
中大兄皇子は子麻呂らが入鹿の威を恐れて進み出られないのだと判断し、自らおどり出た。子麻呂らも飛び出して入鹿の頭と肩を斬りつけた。入鹿が驚いて起き上がると、子麻呂が片脚を斬った。入鹿は倒れて天皇の御座へ叩頭し「私に何の罪があるのか。お裁き下さい」と言った。すると、中大兄皇子は「入鹿は皇族を滅ぼして、皇位を奪おうとしました」と答えると、皇極天皇は無言のまま殿中へ退いた。子麻呂と稚犬養網田は入鹿を斬り殺した。この日は大雨が降り、庭は水で溢れていた。入鹿の死体は庭に投げ出され、障子で覆いをかけられた。
しかし、有名なこの場面は、『日本書紀』や『藤氏家伝』の原史料の段階で作られた創作であると考えられる。「天宗を尽し滅す（皇族を滅ぼし尽くした）」というのは山背大兄王や上宮王家の討滅を指すのであろうが、それと自らが皇位と替わろうという野望を抱いていたと短絡させるのは論理的ではない。また、斬られた入鹿が開口一番に「皇位にあらせられるべきお方は天の御子（天皇）でございます」と訴えるのもおかしな話であり、要するに、「皇位簒奪を企てた逆臣蘇我氏」と「それを誅殺した偉大な中大兄皇子とそれを助けた忠臣中臣鎌足」という図式で、この出来事を描こうとしているのである。
入鹿からしてみれば、高句麗にならって権力を自己に集中させ、飛鳥の防衛に腐心して激動の東アジア国際情勢に乗りだそうとしていた矢先に、いきなり切り殺されてしまったことになる。斬られた後に叫んだという、「私が何の罪を犯したというのでございましょう」という言葉は、本当に発したものか否かはともかく、まさに入鹿の思いを象徴したものであると考えられる。

### 蘇我本宗家の滅亡と大化の改新
古人大兄皇子は私宮へ逃げ帰った（この時皇子は「韓人（からひと）、鞍作（入鹿）を殺しつ。吾が心痛し」（「韓人殺鞍作臣 吾心痛矣」）と述べたという）。これは古来から難解な言葉とされており、対朝鮮政策をめぐる路線対立故に出た言葉であるとされることもあるが、殺人犯が中大兄皇子であったと公言できず、儀式の場に参列していた三韓の使節が入鹿を殺したという虚偽の言葉を語ったと考えられる。
中大兄皇子は直ちに法興寺へ入り戦備を固め、諸皇子、諸豪族はみなこれに従った。飛鳥板蓋宮ではなく飛鳥寺が選ばれたのは、当時の氏寺には築地塀があり、砦としてふさわしかったと考えられる。帰化人の漢直の一族は蝦夷に味方しようと蘇我氏の館に集まったが、中大兄皇子が巨勢徳太を派遣して説得（飛鳥寺での古人大兄皇子の出家を伝え、旗印を無くした蘇我氏の戦意喪失を図ったとする説もある）して立ち去り、蘇我氏陣営にいた高向国押も漢直を説得し、蘇我家の軍衆はみな逃げ散ってしまった。高向氏は蝦夷と同世代に分かれた、蘇我氏同族氏族の中でも有力な氏族であり、この氏族の中から本宗家を滅亡に導く決定的な役割を果たしたものが出たことになる。
翌6月13日（7月11日）、蝦夷は舘に火を放ち『天皇記』、『国記』、その他の珍宝を焼いて自殺した。船恵尺がこの内『国記』を火中から拾い出して中大兄皇子へ献上した。こうして長年にわたり強盛を誇った蘇我本宗家は滅びた。
翌6月14日（7月12日）、皇極天皇は軽皇子へ譲位した。孝徳天皇である。中大兄皇子は皇太子に立てられた。中大兄皇子は阿倍内麻呂を左大臣、蘇我倉山田石川麻呂を右大臣、中臣鎌足を内臣に任じ、後に「大化の改新」と呼ばれる改革を断行する。

## 諸説

### 軽皇子首謀者説
遠山美都男は、中臣鎌足・中大兄皇子は反乱蜂起した一団の一部にすぎず、軽皇子が変の首謀者だと推測している。変後の孝徳政権の中枢をしめた蘇我石川麻呂と阿倍内麻呂が、軽皇子の本拠地であった難波周辺に勢力基盤を持つか何らかの縁があったこと、また変後に難波に遷都（難波長柄豊崎宮）したことなどを理由としている。

### 半島諸国モデル説
蘇我入鹿が山背大兄王を滅ぼし権力集中を図ったのは、高句麗における淵蓋蘇文の政変を意識しており、乙巳の変は新羅における金庾信（『三国史記』金庾信列伝によると、金庾信は中国黄帝の子・少昊の子孫である）らによる毗曇の内乱鎮圧後の王族中心体制の元での女王推戴と類似していたが故に諸臣に受け入れられやすかったとする吉田孝の見解がある。更に同時期に百済でも太子の地位を巡る内乱があり、その結果排除された王子・豊璋が倭国への人質とされ、百済の後継者候補が人質名目で放逐されて倭国の宮廷に現れた衝撃が倭国の国内政治にも影響を与えたとする鈴木靖民の見解もある。

### 反動クーデター説
2005年から始まった発掘の結果、飛鳥甘樫丘で蘇我入鹿の邸宅が、「谷の宮門（はざまのみかど）」の谷の宮門で兵舎と武器庫の存在が確認された。また蘇我蝦夷の邸宅の位置や蘇我氏が建立した飛鳥寺の位置から、蘇我氏は飛鳥板蓋宮を取り囲むように防衛施設を置き外敵から都を守ろうとしたのではないかという説が出されている。
当時618年に成立した唐が朝鮮半島に影響力を及ぼし、倭国も唐の脅威にさらされているという危機感を蘇我氏は持っていた。そのため従来の百済一辺倒の外交を改め各国と協調外交を考えていた。それに対し、従来の「百済重視」の外交路線をとる中臣鎌足や中大兄皇子ら保守派が「開明派」の蘇我氏を倒したと言うものである。蘇我氏打倒後に保守派は百済重視の外交を推し進め、白村江の戦いでそれが破綻する。いわゆる「大化の改新」はその後に行われたと考えられる。

### 皇極王権否定説
乙巳の変はこれまでの大王（天皇）の終身性を否定し、皇極天皇による譲位を引き起こした。その意義について佐藤長門は乙巳の変は蘇我氏のみならず、蘇我氏にそれだけの権力を与えてきた皇極天皇の王権そのものに対する異議申し立てであり、実質上の「王殺し」に匹敵するものであったとする。ただし、首謀者の中大兄皇子は皇極天皇の実子であり実際には大臣の蘇我氏を討つことで異議申し立てを行い、皇極天皇は殺害される代わりに強制的に退位を選ばざるを得ない状況に追い込まれた。
ところが、次代の孝徳天皇（軽皇子）の皇太子となった中大兄皇子は最終的には天皇と決別してしまった。孝徳天皇の王権を否定したことで後継者としての正統性を喪失した中大兄皇子は、自己の皇位継承者としての正統性を確保する必要に迫られて乙巳の変において否定した筈の皇極天皇の重祚（斉明天皇）に踏み切った。だが、排除した筈の大王（天皇）の復帰には内外から激しい反発を受け、重祚した天皇による失政もあり、重祚を進めた中大兄皇子の威信も傷つけられた。斉明天皇の崩御後に群臣の支持を得られなかった中大兄皇子は百済救援を優先させるとともに群臣の信頼を回復させるための時間が必要であったため、自身の即位を遅らせたというのである。

## 関連作品
ドラマ
- 古代史ドラマスペシャル『大化改新』（NHK、2005年1月3日放送）
- 『大王の夢』（韓国KBS、主人公金春秋らが三韓の使者として登場）
- 『額田女王』（テレビ朝日、1980年放送、朝日放送創立30周年記念番組）

漫画
- 『明日香の王女』（河村恵利、プリンセスコミックス、乙巳の変からおよそ十年後の話。外伝が乙巳の変を舞台にしている）
- 『夕星の皇子、明星の天子』（小坂伊吹、Yahoo!コミックのwebマガジンコミックヒストリア（メディアファクトリー）にて2009年から連載中）
- 『天智と天武-新説・日本書紀-』（原案監修：園村昌弘、画：中村真理子　2012年17号〜2016年15号、小学館ビッグコミック）

小説
- 『落日の王子 蘇我入鹿』（黒岩重吾著、文藝春秋）[12]
- 『夏嵐―緋の夢が呼ぶもの』（朝香祥著、集英社スーパーファンタジー文庫）[13]
- 『イルカ殺し - 大化改新（改）〜窯変、乙巳の変の巻〜』（尾崎克之著、ワニブックス）[14]